# Topmodelz
Topmodelz est un groupe allemand de musique électronique.

## Histoire
Le groupe est formé en 2000 par le DJ Pulsedriver en tant que projet de dance commerciale. Au début, il était représenté par Charly Lownoise. Plus tard, Bass-T, qui publie sur le label de Pulsedriver, Aqualoop Records, prend la direction du projet. 
En 2007, le projet est relancé par Pulsedriver et Franky Tunes (Starsplash). Depuis, plusieurs singles (dont Take on Me en 2009) et trois albums sortent. Topmodelz fait partie des projets les plus populaires de la scène hands up. Depuis 2024, Marvin Mash et Michael Avenue sont les nouveaux visages et DJ. 

## Discographie

### Albums et EP
- 2008 : Time 2 Rock
- 2010 : Back to the 80s
- 2011 : Best of Topmodelz
- 2014 : Best of Topmodelz (2.0)
- 2017 : The Remix Collection

### Singles notables
- 2000 : Strings of Infinity
- 2001 : L'Esperanza (72e place des charts allemands[2])
- 2002 : Fly on the Wings of Love
- 2007 : Your Love (80e place des charts allemands[2])
- 2007 : Heartbeat
- 2007 : Summer of '69 (75e place des charts allemands[2])
- 2007 : Living on a Prayer
- 2008 : When You’re Looking Like That! (81e place des charts allemands[2])
- 2008 : Have You Ever Been Mellow
- 2009 : Take on Me  (97e place des charts allemands[2])
- 2013 : Love U More
- 2013 : Little Wonders
- 2013 : Maniac 2013  (84e place des charts allemands[2])
- 2017 : Take Me Home Tonight (Reloaded)
- 2021 : I Drove All Night
- 2021 : Bohemian Like You
- 2022 : My Paradise (Remixed)
- 2023 : Love Is on Fire
- 2024 : Just Like Paradise
- 2024 : Your Love (Pulsedriver Remix)
- 2024 : 99 Red Balloons